# Cœur de pierre (film, 1950)
Pour les articles homonymes, voir Cœur de pierre.
Pour plus de détails, voir Fiche technique et Distribution.
Cœur de pierre (Das kalte Herz) est un film est-allemand réalisé par Paul Verhoeven, sorti en 1950. Il s'agit d'une adaptation du conte homonyme de Wilhelm Hauff, publié en 1828.
C'est le premier film de conte de fées produit par la DEFA, le début d'une longue série.

## Synopsis
Un jeune bucheron vivant pauvrement rêve de prestige.

## Fiche technique
- Titre original : Das kalte Herz
- Titre français : Cœur de pierre[3] ou La Légende de la Forêt-Noire[4] ou Le Cœur froid[5]
- Réalisateur : Paul Verhoeven
- Scénario : Wolff von Gordon, Paul Verhoeven
- Photographie : Bruno Mondi, Ernst Kunstmann (de)
- Montage : Lena Neumann (de)
- Son : Karl Tramburg
- Musique : Herbert Trantow (de)
- Décors : Emil Hasler, Walter Kutz
- Costumes : Walter Schulze-Mittendorff
- Effets spéciaux : Ernst Kunstmann
- Producteur : Fritz Klotzsch (de)
- Sociétés de production : Deutsche Film AG
- Pays de production :  Allemagne de l'Est
- Langue de tournage : allemand
- Format : Couleur Agfacolor - 1,37:1 - Son mono - 35 mm
- Durée : 104 minutes (1h44)
- Genre : Conte merveilleux
- Dates de sortie :
  - Allemagne de l'Est : 8 décembre 1950
  - Allemagne de l'Ouest : 26 juillet 1955
  - Belgique : 31 décembre 1955 (Bruxelles)

## Distribution
- Lutz Moik (de) : Peter Munk
- Hanna Rucker (de) : Lisbeth
- Paul Bildt : Glasmännlein (Schatzhauser)
- Erwin Geschonneck : Holländer-Michel
- Paul Esser : Ezechiel
- Lotte Loebinger (de) : Peter Munks Mutter
- Alexander Engel : Lisbeths Oheim
- Hannsgeorg Laubenthal (de) : Hannes
- Karl Hellmer : Meister Anton
- Walter Tarrach (de) : Amtmann
- Eva Probst (de) : Bärbel
- Herbert Kiper (de) : Hochzeitslader
- Karl Heinz Deickert (de) : Elias
- Egon Brosig (de) : Festredner in Amsterdam
- Bernhard Goetzke : armer Bauer am Karussell
- Willy Prager : armer Bauer
- Friedrich Maurer (de) : Schnapsverkäufer
- Franz Weber (de) : Buchhändler
- Heinz Voß (de) : Glashüttengeselle
- Charles Hans Vogt (de) : Holzhändler
- Renée Stobrawa (de) : Wirtin in Köln
- Elfie Dugal (de) : Freundin
- Walter E. Fuß (de) : ein Schütze